# Sami Bentil
Sami Bentil (...) è un artista ghanese.

## Biografia
Da ragazzo studia alla prestigiosa ed elitaria scuola di Achimota ad Accra (Ghana). Durante i suoi studi incontra Kofi Antubam, punto di riferimento per molti altri artisti ghanesi.
In questo periodo Sami apprende che l'arte può essere uno strumento per portare l'armonia alla gente del mondo, e da allora adotta questa filosofia e la impiega nella sua pratica artistica.
Come figlio di un diplomatico delle Nazioni Unite, Sami ha il privilegio di visitare gli Stati Uniti, così riuscendo a visitare città come New York e altri importanti metropoli americane. Durante questo periodo ha modo di aggiornare e affinare la sua conoscenza dell'arte contemporanea.
Tornato in patria Sami finisce i suoi studi presso l'Università della Scienza e della tecnologia in Ghana, dove ottiene la laurea di Bachelor of Arts poco prima del colpo di Stato del 1981 da parte del dittatore militare Jerry Rawlings.
Da quel momento l'artista diventa testimone della lotta per l'indipendenza ghanese.

## Pratica artistica
Sami vive il dramma delle lotte per l'indipendenza e fa di questa esperienza il punto di forza del suo lavoro. Sami utilizza toni vividi per ritrarre lo spirito della terra Ghanese.

## Mostre
Il lavoro di Sami ha ricevuto grandi riconoscimenti e consensi in Ghana, così come in altre parti del mondo. Uno dei suoi primi dipinti è stato commissionato dal governo del Ghana per celebrare il giubileo d'argento ed è in mostra permanente al Museo del Ghana. Il suo lavoro è stato esposto negli Stati Uniti, Inghilterra, Svizzera e Germania.
- Tribute to Nii Kojo Ababio V. November 30-December 20, 2010.
- ACCRA (Ghana). North Ridge Hotel.Group exhibition.1987.
- LONDON (UK). La Galleria Pall Mall. The Call. September 24-October 2, 2007.